# Kanton Saint-Just-en-Chaussée
Kanton Saint-Just-en-Chaussée (fr. Canton de Saint-Just-en-Chaussée) je francouzský kanton v departementu Oise v regionu Hauts-de-France. Skládá se z 84 obcí. Před reformou kantonů 2014 ho tvořilo 29 obcí.

## Obce kantonu
od roku 2015:
| - Abbeville-Saint-Lucien - Airion - Angivillers - Ansauvillers - Auchy-la-Montagne - Avrechy - Bacouël - Beauvoir - Blancfossé - Bonneuil-les-Eaux - Bonvillers - Breteuil - Broyes - Brunvillers-la-Motte - Bucamps - Bulles - Campremy - Catheux - Catillon-Fumechon - Chepoix - Choqueuse-les-Bénards - Conteville - Cormeilles - Crèvecœur-le-Grand - Le Crocq - Croissy-sur-Celle - Cuignières - Doméliers | - Erquinvillers - Esquennoy - Essuiles - Fléchy - Fontaine-Bonneleau - Fournival - Francastel - Froissy - Le Gallet - Gannes - Gouy-les-Groseillers - Hardivillers - La Hérelle - Lachaussée-du-Bois-d'Écu - Lieuvillers - Luchy - Maisoncelle-Tuilerie - Maulers - Le Mesnil-Saint-Firmin - Le Mesnil-sur-Bulles - Montreuil-sur-Brêche - Mory-Montcrux - Muidorge - La Neuville-Saint-Pierre - Noirémont - Noroy - Nourard-le-Franc - Noyers-Saint-Martin | - Oursel-Maison - Paillart - Plainval - Plainville - Le Plessier-sur-Bulles - Le Plessier-sur-Saint-Just - Puits-la-Vallée - Le Quesnel-Aubry - Quinquempoix - Ravenel - Reuil-sur-Brêche - Rocquencourt - Rotangy - Rouvroy-les-Merles - Saint-André-Farivillers - Saint-Just-en-Chaussée - Saint-Remy-en-l'Eau - Sainte-Eusoye - Le Saulchoy - Sérévillers - Tartigny - Thieux - Troussencourt - Valescourt - Vendeuil-Caply - Viefvillers - Villers-Vicomte - Wavignies |

před rokem 2015:
- Angivillers
- Brunvillers-la-Motte
- Catillon-Fumechon
- Cernoy
- Cressonsacq
- Cuignières
- Erquinvillers
- Essuiles
- Fournival
- Gannes
- Grandvillers-aux-Bois
- La Neuville-Roy
- Lieuvillers
- Le Mesnil-sur-Bulles
- Montiers
- Moyenneville
- Noroy
- Nourard-le-Franc
- Plainval
- Le Plessier-sur-Bulles
- Le Plessier-sur-Saint-Just
- Pronleroy
- Quinquempoix
- Ravenel
- Rouvillers
- Saint-Just-en-Chaussée
- Saint-Remy-en-l'Eau
- Valescourt
- Wavignies